# Costantino Castoldi
Costantino Castoldi (fl. XX secolo) è stato un calciatore italiano, di ruolo attaccante.

## Carriera
Dopo aver giocato nel campionato di Seconda Divisione 1927-1928 con l'Abbiategrasso, l'anno successivo disputa 15 partite nella Divisione Nazionale con la maglia del Bari. Disputa poi due stagioni a Pavia.